# Stellaria oxycoccoides
Stellaria oxycoccoides är en nejlikväxtart som beskrevs av Vladimir Leontjevitj Komarov. Stellaria oxycoccoides ingår i släktet stjärnblommor, och familjen nejlikväxter. Inga underarter finns listade i Catalogue of Life.